# Новоспасский (посёлок)
Новоспа́сский — посёлок в Приволжском районе Самарской области. Административный центр сельского поселения Новоспасский.

## География
Посёлок находится на расстоянии примерно 19 км к северо-востоку от села Приволжье, административного центра района, и 15 км к юго-западу от станции Обшаровка (линия Сызрань — Самара).

## История
В поздний советский период в поселке работал известный совхоз «Солнечный».

## Население
| 2010 |
| ---- |
| 2233 |

### Национальный состав
Согласно результатам переписи 2002 года, в национальной структуре населения русские составляли 82 %.